# Breno Morais
Pour les articles homonymes, voir Morais.
Breno Morais Santos (né le 6 mars 1997 à Aracaju) est un coureur cycliste brésilien.

## Biographie
Natif d'Aracaju, Breno Morais se consacre dès son enfance à la pratique du cyclisme, participant à ses premiers Jeux scolaires à l'échelle nationale à l'âge de douze ans. Au cours de l'année 2015, il se distingue en février à l'occasion de la Vuelta Ciclista de la Juventud, course par étapes uruguayenne réservée aux coureurs de moins de 20 ans, où il gagne la troisième étape et termine meilleur grimpeur de l'épreuve. À compter du mois de mai, il est convié pour un stage de six mois en Espagne, au sein de l'équipe junior Disgarça, basée à Santander. Avec celle-ci, il remporte sa première compétition sur le sol européen au 30 mai, en s'imposant sur le Trofeo San Félix.
Pour la saison 2017, il est recruté par la formation Soul Brasil, évoluant à l'échelon continental professionnel. La révélation de trois contrôles positifs dans son effectif (João Gaspar, Kléber Ramos et Ramiro Rincón), en moins de deux mois, entraîne cependant la suspension de toutes compétitions internationales pour la formation jusqu'au 12 février.

## Palmarès sur route
- 2015
  - 3e étape de la Vuelta Ciclista de la Juventud
- 2017
  - Prova TV Atalai